# Змейка (приток Горыни)
Бельчинка, или Змейка, — река на Украине, протекает по территории Изяславского района Хмельницкой области. Левый приток Горыни (бассейн Днепра).
Длина река составляет 16 км, площадь водосборного бассейна — 54,3 км².
Берёт исток на восточной окраине села Гавриловка на Подольской возвышенности. Течёт в восточном и юго-восточном направлении. Перед селом Бельчин на реке сооружён пруд. Впадает в реку Горынь напротив села Васьковцы. Устье находится в 524 км от устья Горыни.
Имеет три небольших притока общей длиной 4 км. Густота речной сети — 0,37 км/км².
На реке расположены сёла Бельчин, Бельчинка и Ивановка.